# Весенний снег
«Весенний снег» (春の雪, Хару но юки) — роман японского писателя Мисима Юкио, изданный в 1969 г. и представляющий собой первую часть тетралогии «Море изобилия».

## Действующие лица

### Главные персонажи
- Киёаки Мацугаэ (1895—1914)
- Хонда Сигэкуни (1895 г.р.)
- Аякура Сатоко (1893 г.р.)
- Иинума Сигэюки — «гувернант» Киёаки
- Тадэсина — служанка Сатоко
- принц из Сиама Паттанадид («Чао Пи»)
- принц из Сиама Кридсада («Кри»)

### Второстепенные персонажи
- маркиз и маркиза Мацугаэ
- Минэ — служанка в доме Мацугаэ
- бабушка Киёаки, мать маркиза
- граф и графиня Аякура
- родители Хонды
- кронпринц Тоин-но-мия, его жена и сын Харунобу
- настоятельница монастыря Гэссюдзи

## Сюжет
Повествование романа охватывает период с 1912 по 1914 год.
В центре внимания находится история любви Киёаки, 19-летнего сына маркиза Мацугаэ, изнеженного и мечтательного молодого человека, и Сатоко, дочери графа Аякура из древнего, но практически потерявшего своё положение рода самураев. Сатоко и Киёаки знакомы с детства, с тех пор, как Киёаки был отдан в семью Аякура для воспитания в нём аристократизма.
Сатоко была влюблена в Киёаки, однако он не мог распознать в себе ответного чувства до тех самых пор, пока не было получено разрешение императора на брак Сатоко с принцем Харунору, предложение которого было организовано отцом Киёаки. Благодаря интригам, в которые оказался вовлечён Иинума, а также шантажу, Киёаки добивается помощи Тадэсины в организации тайных встреч с Сатоко. Встречи заканчиваются беременностью Сатоко незадолго до церемонии помолвки с принцем Харунори. Тадэсина, не сумевшая убедить Сатоко избавиться от ребёнка, пытается покончить жизнь самоубийством и отправляет прощальное письмо маркизу Мацугаэ, в котором сообщает о надвигающейся катастрофе.
Киёаки поставлен под неусыпный надзор дворецкого, а Сатоко общим советом родителей принуждают сделать аборт. После аборта Сатоко с матерью направляется в монастырь Гэссюдзи, чтобы навестить настоятельницу, являющуюся родственницей семьи Аякура, и внезапно принимает решение постричься в монахини и даёт обет никогда больше не видеть Киёаки. Настоятельница поддерживает её, и попытки семьи вернуть Сатоко заканчиваются неудачей. Чтобы вывернуться из неудобного положения маркиз Мацугаэ добывает фальшивое медицинское свидетельство о душевном расстройстве Сатоко.
Киёаки, одолжив денег у Хонды, отправляется в монастырь, чтобы ещё раз повидать Сатоко, но его не пускают и на порог. Он заболевает воспалением лёгких и умирает через несколько дней после того, как Хонда отвозит его домой, в Токио.

## Мотивы
- Ностальгия по аристократической Японии периода Хэйан
- Ностальгия по самурайским временам
- Теория перерождения
- Буддизм школы Хоссо
- Сны и пророчества
- Красота
- Смерть

## Адаптация
В 1970 году на телеканале Фудзи вышел шестисерийный фильм «Весенний снег». В 2005 г. режиссёр Юкисада Исао снял полнометражный художественный фильм «Весенний снег» с молодыми популярными актёрами в главных ролях (Киёаки — Цумабуки Сатоси, Сатоко — Такэути Юко). Фильм получил 9 наград Японской киноакадемии, в том числе за лучшие роли первого плана, лучший свет, музыку и монтаж. По мотивам фильма в 2006 г. появилась манга, нарисованная Риёко Икэдой.

## Интересные факты
Прообразом монастыря Гэссюдзи является женский монастырь Энсёдзи.